# Camuns
Camuns (, toponimo romancio) è una frazione del comune svizzero di Lumnezia, nella regione Surselva (Canton Grigioni).

## Storia

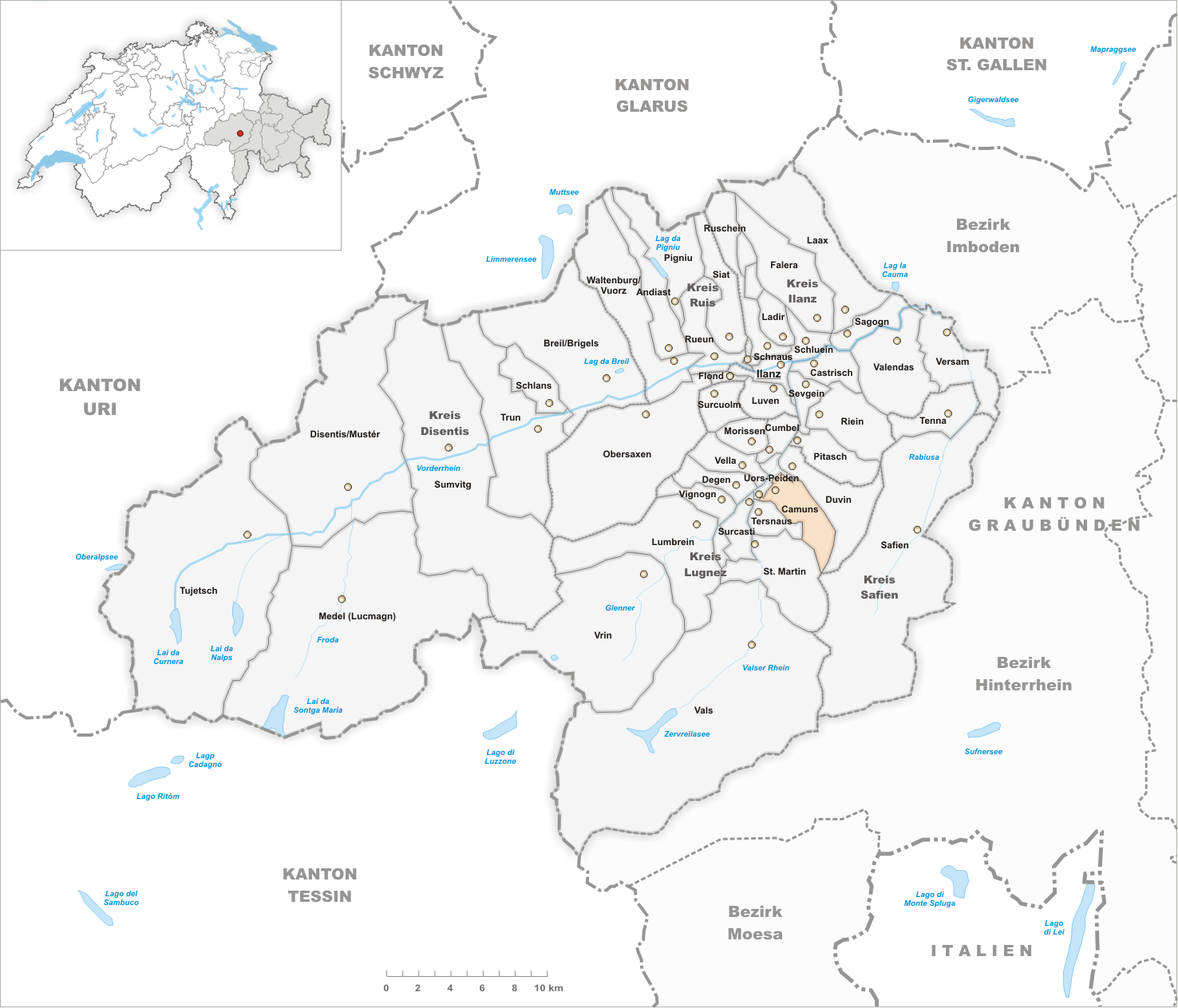
Il territorio del comune di Camuns prima degli accorpamenti comunali del 2002

Già comune autonomo istituito nel 1851 e che comprendeva anche le fattorie di Masauns, Runs (dal 1903) e Sutscheins, nel 2002 è stato aggregato agli altri comuni soppressi di Surcasti, Tersnaus e Uors-Peiden per formare il nuovo comune di Suraua, il quale a sua volta il 1º gennaio 2013 è stato aggregato agli altri comuni soppressi di Cumbel, Degen, Lumbrein, Morissen, Vella, Vignogn e Vrin per formare il nuovo comune di Lumnezia.

## Monumenti e luoghi d'interesse
- Chiesa parrocchiale cattolica dei Santi Giovanni Evangelista e Antonio Abate, attestata dal 1528[1].

## Società

### Evoluzione demografica
L'evoluzione demografica è riportata nella seguente tabella:
Abitanti censiti